# Höver (Sehnde)
Höver ist ein Ortsteil der Stadt Sehnde, südöstlich von Hannover in Niedersachsen.

## Geschichte

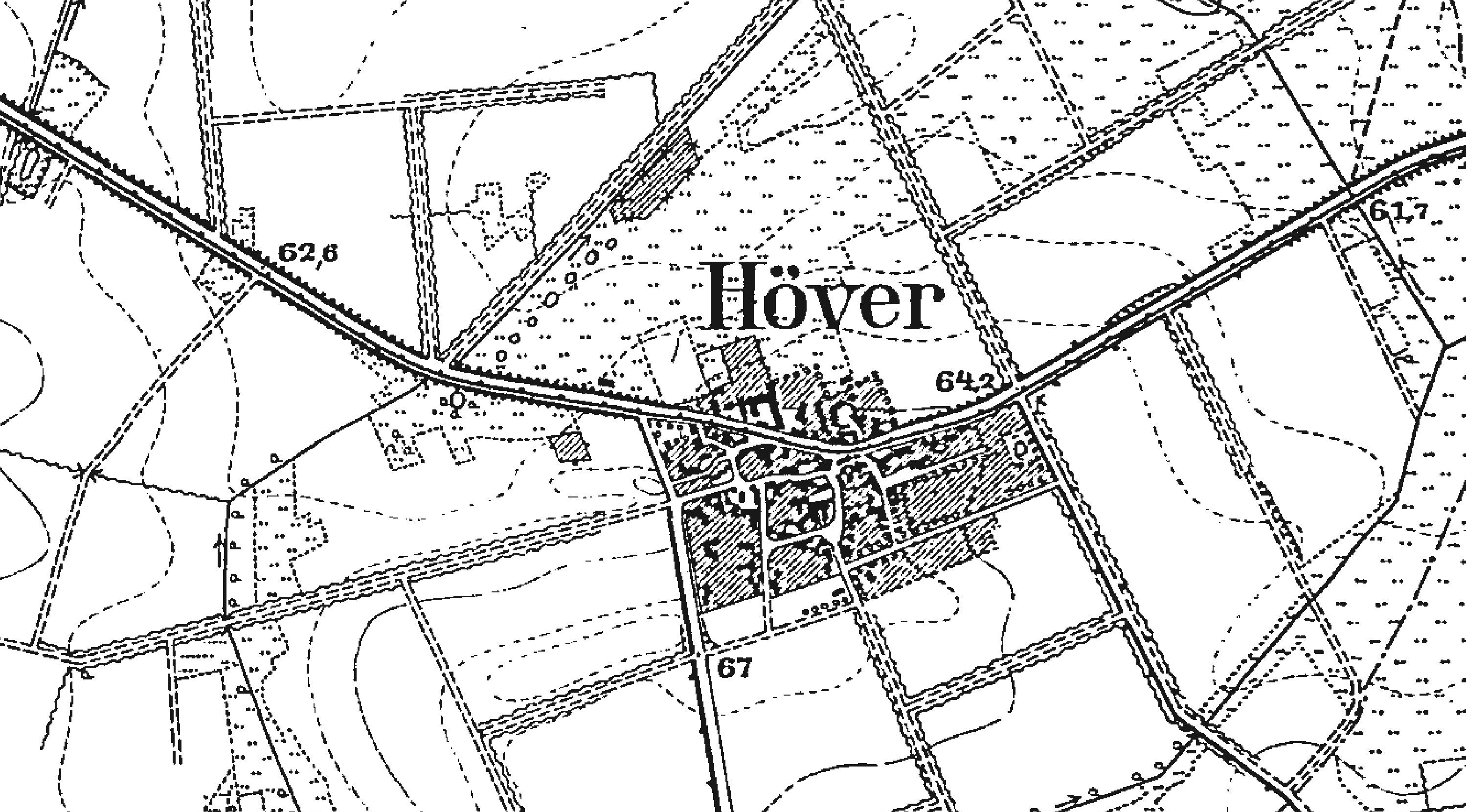
Höver 1896

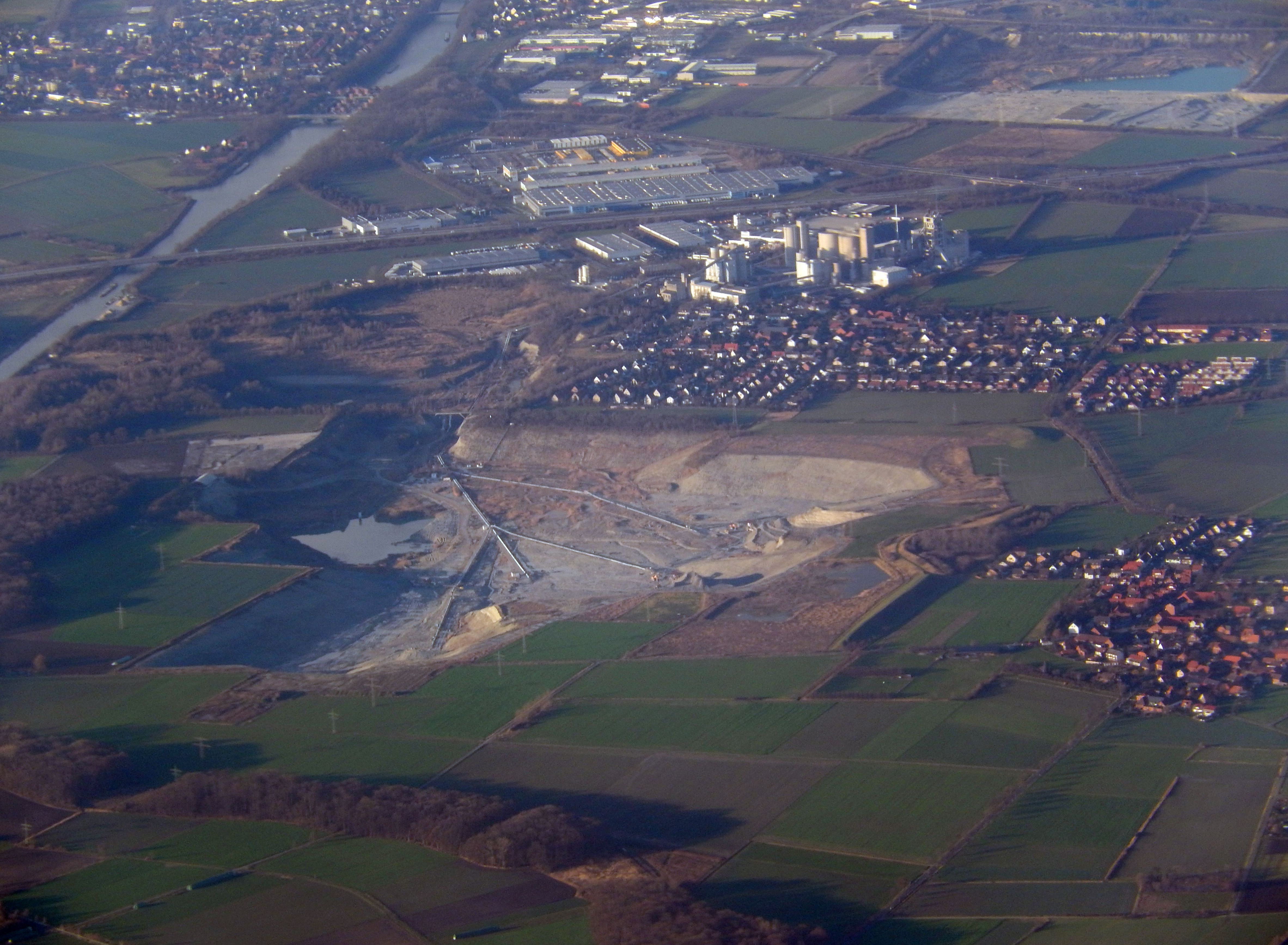
Luftbild in Blickrichtung Nordwest

Die erste urkundliche Erwähnung stammt aus dem Jahre 1250 als der Ort noch Hoverden (oder Höverden) genannt wurde. Daraus wurde später Höver. Der Ort liegt im historischen Siedlungsraum des Großen Freien.
1494 wurde die Kapelle Höver errichtet. Sie war eine Wehrkirche mit 80 cm starken Mauern, die über Schießscharten verfügte. Im Inneren hängen noch heute zwei Gemälde des in Berkum geborenen und in Höver aufgewachsenen Malers Heinrich Plühr.
1907/08 wurde das Zementwerk Alemania als Teil der Zementindustrie bei Hannover errichtet. Grundlage dafür waren große Vorkommen von Kalkmergel im Untergrund, die im Tagebau abgebaut wurden. 1931 kam das Alemania-Werk an die „Norddeutsche Portland-Cementfabriken AG“ mit Sitz in Misburg. Nach dem Zweiten Weltkrieg wurde die Anlage erheblich erweitert und modernisiert, so dass sie ab 1973 mit einer Tagesleistung von 3.000 t die leistungsfähigste ihrer Art in Deutschland war. 1964 änderte sich der Unternehmensname in „Nordcement AG“, die anschließend von der „Alsen AG“ übernommen wurde. Heute gehört das Zementwerk zur schweizerischen Holcim AG. Der Ort ist von der Zementindustrie gekennzeichnet durch die Verarbeitungsanlagen mit ihren hohen Silotürmen und die tiefen Gruben rund um den Ort zum Abbau des hellen Mergels. Sogar über die Ortsdurchfahrt hinweg führen Transportstrecken für Material. Die Lage unmittelbar am Mittellandkanal erleichtert den Abtransport des erzeugten Zements.
1928 weihte der Reichspräsident Paul von Hindenburg das Mittellandkanalteilstück Anderten-Peine ein. Nach ihm wurde zunächst die wenige Kilometer westlich liegende heutige Schleuse Anderten benannt. Der in ihr verbaute Zement stammt ausschließlich aus dem Zementwerk Höver.
1897 wurde die Straßenbahnstrecke von Hannover nach Haimar eröffnet, welche über Anderten durch Höver weiter nach Ilten und Sehnde führte und 1960 stillgelegt wurde. Auf ihr fand bis 1953 auch Güterverkehr statt, weswegen das Zementwerk über einen eigenen Gleisanschluss verfügte.
Im Zuge der Gebietsreform wurde Höver am 1. März 1974 ein Ortsteil der Gemeinde, der heutigen Stadt Sehnde.

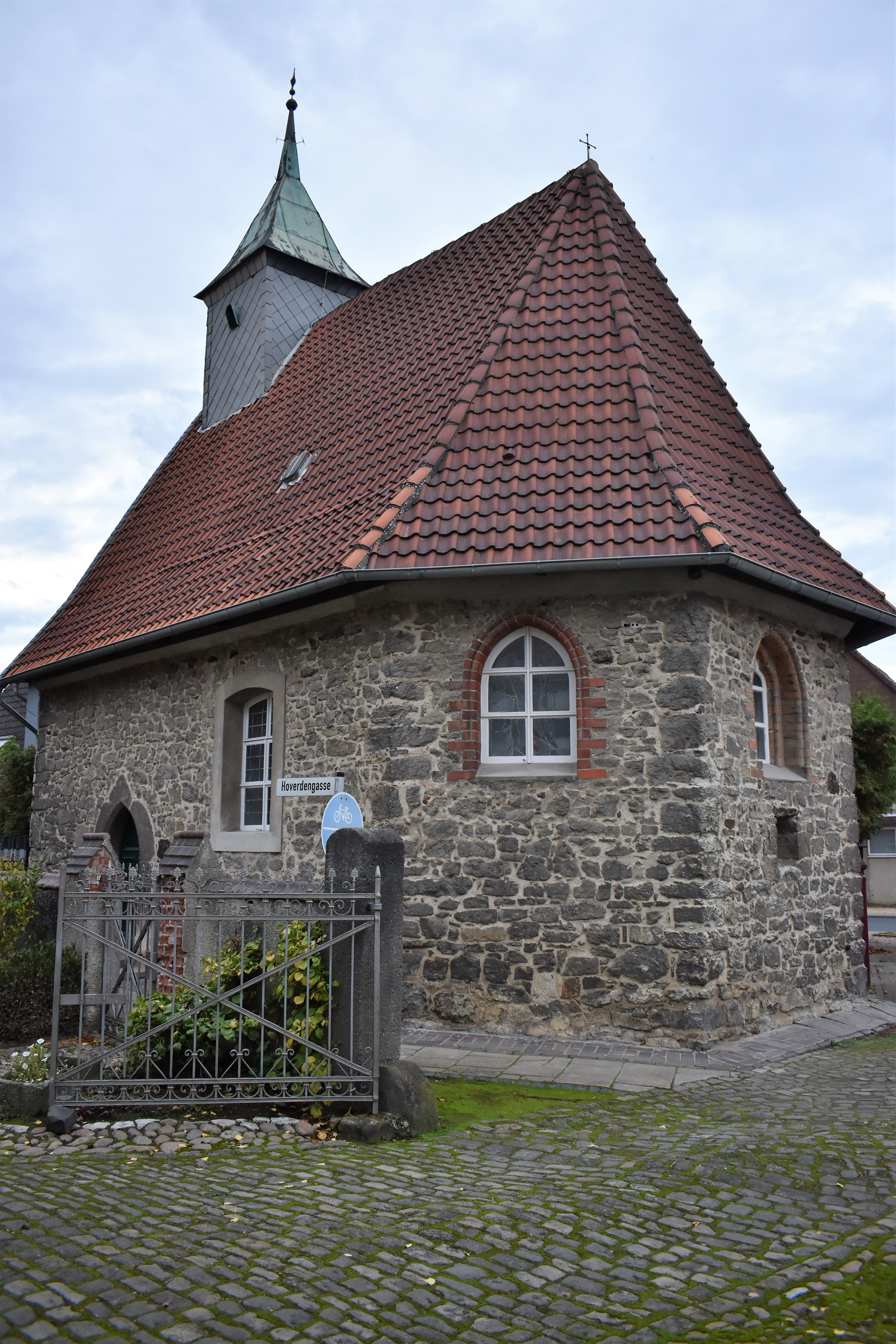
Kapelle Höver

## Religion
Höver war Sitz einer Evangelisch-lutherischen Kapellengemeinde, die am 1. Februar 2012 aufgehoben wurde. Rechtsnachfolger wurde die Evangelisch-lutherische Kirchengemeinde Ilten.

## Politik
Höver ist ein Ortsteil der Stadt Sehnde in der Region Hannover. Ortsbürgermeisterin ist Elisabeth Schärling.:

## Wirtschaft und Infrastruktur
In Höver gibt es Niederlassungen folgender Unternehmen:
- Holcim (Deutschland) GmbH, Zementwerk
- Jänecke+Schneemann Druckfarben GmbH, Farbenhersteller
- Köster & Hapke (Carl Köster & Louis Hapke GmbH & Co. KG), Spedition
- Amazon

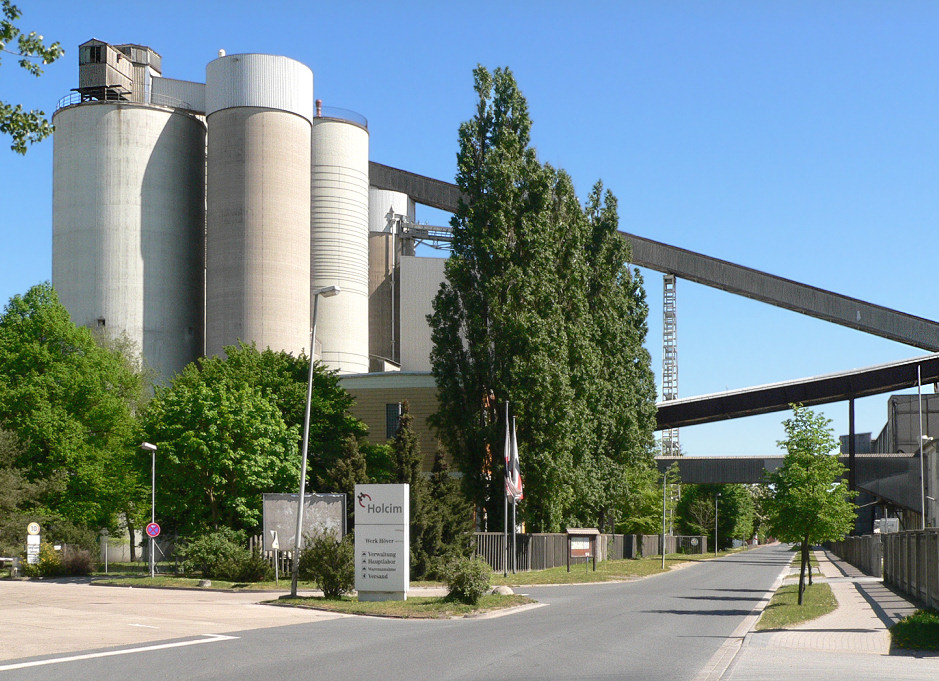
Ortsdurchfahrt vorbei am Holcim-Zementwerk
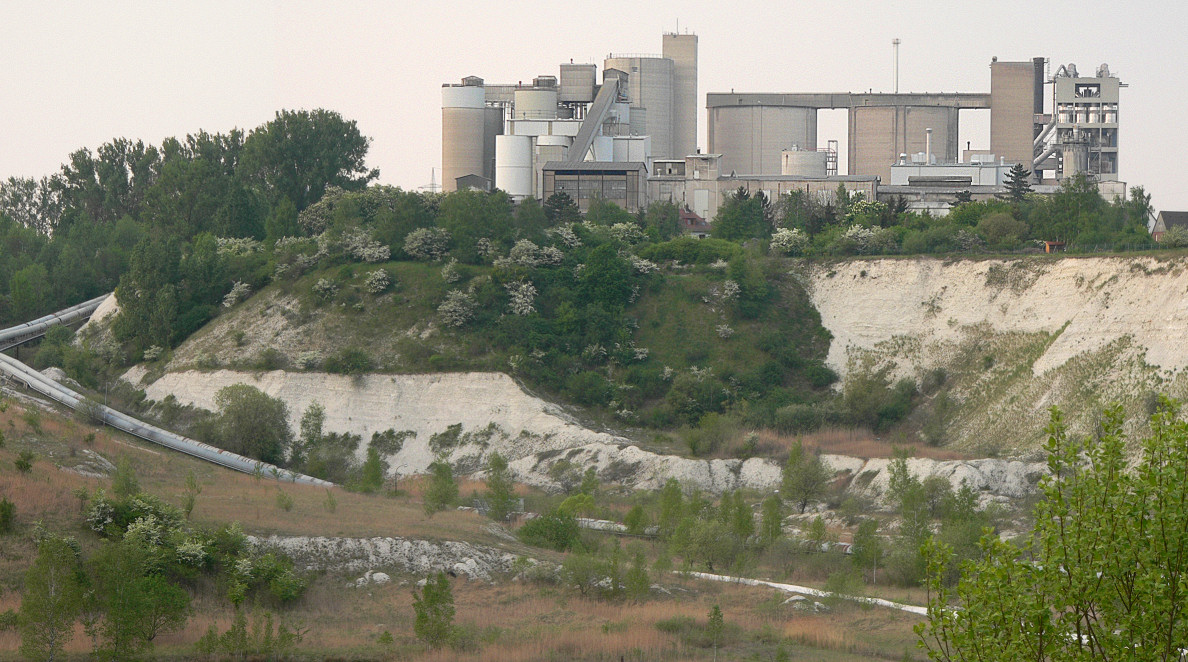
Zementwerk mit Mergelgrube
Mergelgrube nahe dem Ort
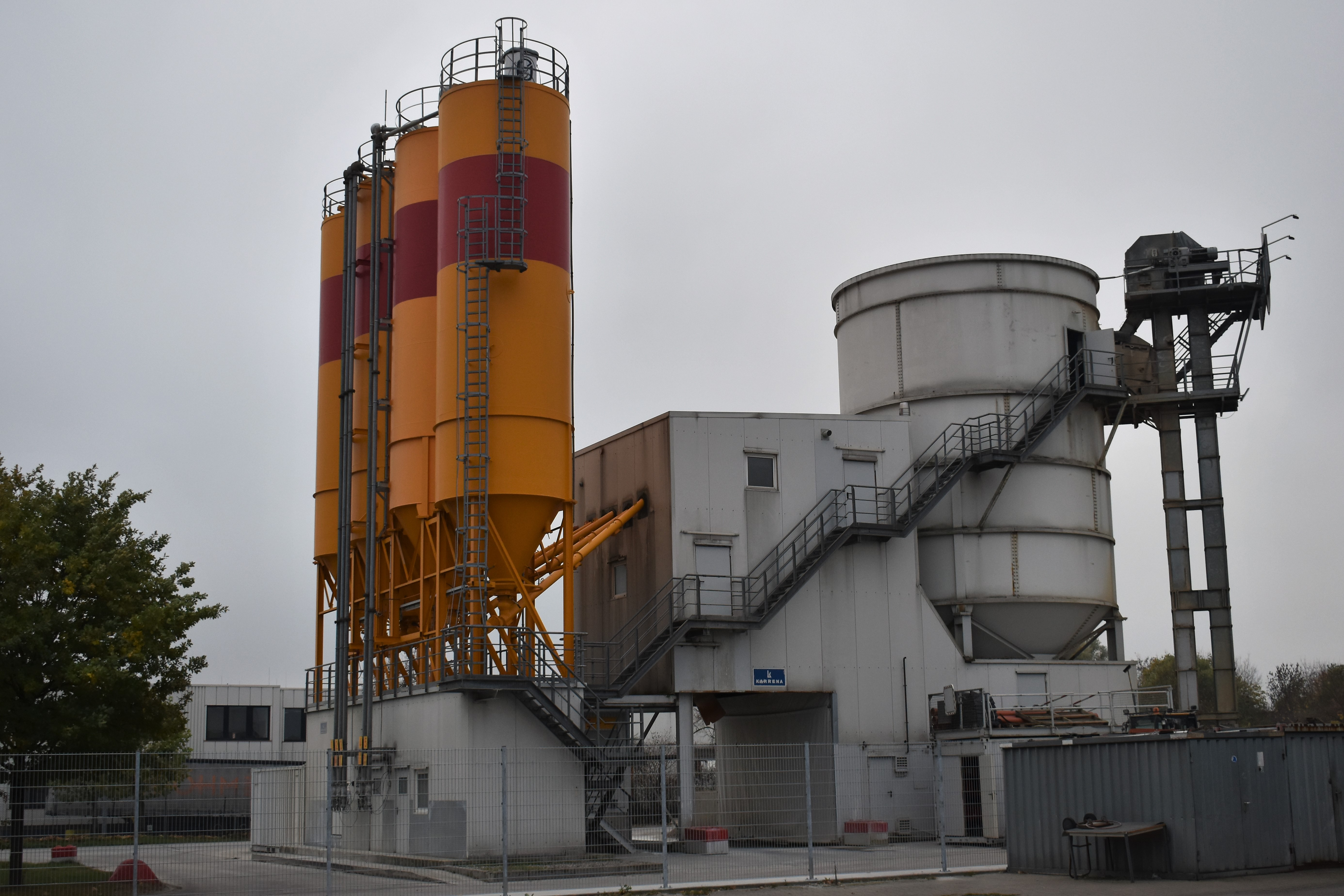
TSN-Beton Hannover GmbH

## Persönlichkeiten
- Heinrich Plühr (* 1859 in Bekum, aufgewachsen in Höver, † 1953 in Weimar) war Lithograf in Hannover, Fotograf in Hamburg, Pionier der Aktfotografie, Mitglied der Weimarer Malschule und Kunstprofessor in Weimar. Sein Nachlass mit etwa 500 Glasnegativen aus der Zeit um 1900 befindet sich im Besitz der Stadt Weimar und wurde 2007 unter dem Titel „Nackte Musen - Weibliche Aktmodelle um 1900“ im Stadtmuseum Weimar ausgestellt; dazu erschien ein Katalog.
- Hiltrud Schwetje (* 11. Dezember 1948, Exfrau von Gerhard Schröder)